# المیدا دو سایاگو
المیدا دو سایاگو (به اسپانیایی: Almeida de Sayago) یک شهرستان در اسپانیا است که در استان سامرا واقع شده‌است.